# Guglielmo Curti
Guglielmo Curti, ovvero, in lingua francese Guillaume de Court Novel (Belpech, ... – Avignone, 12 giugno 1361), fu un monaco cistercense francese, divenuto abate, poi vescovo ed infine cardinale.

## Biografia
Vestì l'abito dei monaci cistercensi nel monastero balbonese. Compiuti gli studi teologici nell'università della Sorbona a Parigi si laureò, e divenne abate del suo monastero.
Nel 1337 dovette accettare il vescovato di Nîmes, poi quello di Albi. Da vescovo Guglielmo Curti voleva onorata ogni giorno la sua mensa da parecchi poveri, proteggeva le vedove e gli orfani; digiunava, pregava, e si comportava in tutto da degnissimo pastore.
Il 18 dicembre 1338 papa Benedetto XII, che era anche suo zio, lo creò cardinale del titolo dei Santi Quattro Coronati. Il 31 maggio 1348 fu nominato cardinale Camerlengo del Sacro Collegio, e nel 1349 fu nominato vescovo di Tuscolo (l'odierna Frascati). 
Nella veste di camerlengo organizzò il conclave del 1342 che portò all'elezione di papa Clemente VI, che in seguito, con ampissimi poteri, lo inviò come Legato Pontificio presso i principi italiani, perché li mettesse d'accordo per unirli contro l'Impero ottomano e per impedire altresì a Ludovico di Baviera di fare ingresso in Italia.
Guglielmo Curti venne anche incaricato di riformare la disciplina ecclesiastica e seppe provvedere accortamente ad ogni incarico, con generale soddisfazione; stabilì rendite annue per mantenere sedici giovani studenti di teologia nel convento dei Bernardini di Parigi, che fece ampliare erigendovi una magnifica chiesa ed una fornita biblioteca.
Papa Clemente VI lo incaricò di svolgere le indagini sul teologo e filosofo francese Nicola di Autrecourt, accusato di eresia. Il processo iniziò ad Avignone nel 1340, e la commissione pontificia giudicante, presieduta dallo stesso Guglielmo Curti, pervenne nel 1346 alla condanna per eresia, con il conseguente obbligo di ritrattazione per l'accusato, al quale venne anche comminata l'indegnità ad esercitare il magistero teologico.
Da ultimo Guglielmo Curti dopo essere intervenuto nel conclave del 1352 che elesse papa Innocenzo VI, ed avendo rivestito per ben 24 anni la porpora cardinalizia, morì nel suo palazzo di Avignone nel 1361.

## Successione apostolica
La successione apostolica è:
- Vescovo Thomas Fastolf (1352)